# Myotis myotis
Grand Murin
Espèce
Statut de conservation UICN

 LC  : Préoccupation mineure
Le Grand Murin (Myotis myotis) est une espèce de chauves-souris de la famille des vespertilionidae présente en Europe.
Ce murin n'est actif que la nuit et par temps doux.

## Description
L'une des plus grandes chauves-souris d'Europe. Le pelage est épais, court, base des poils brun-noir, le dos est clair et brun grisé, parfois teinté de roussâtre contrastant nettement avec le ventre presque blanc. Les oreilles et le museau sont de couleur claire avec des nuances rosées. Le museau est court et large, tandis que les oreilles sont longues et larges. Les membranes alaires sont marron. Elle est quasi identique au Petit Murin, une clé de détermination est nécessaire pour une identification rigoureuse. Elle est également très semblable au Murin du Maghreb présent uniquement en Corse, mais les aires géographiques ne se chevauchent pas. Les jeunes sont gris fumé.
- Longueur tête-corps : 6,7 - 8,4 cm
- Longueur de la queue : 4,5 - 6 cm
- Longueur de l'avant-bras : 5,4 - 6,8 cm
- Envergure : 35 - 45 cm
- Poids : 20 - 45 g
- Dentition : 38 dents (10 incisives, 4 canines, 12 prémolaires, 12 molaires)
- Écholocation : entre 20 et 25 kHz.

## Répartition
Europe centrale et du Sud. Habitat hivernal atteignant l'Allemagne du Nord et la Pologne jusqu'à la mer Baltique, présence d'individus isolés dans le Sud de la Suède.

## Mœurs et habitat
Chauve-souris de basse et de moyenne altitude, elle est essentiellement forestière mais fréquente aussi les milieux mixtes coupés de haies, de prairies et de bois. Le Grand Murin affectionne la chaleur des régions tempérées (vallées composées de forêts, de pâturages et de terres d'agriculture traditionnelle). Pour la chasse, elle affectionne particulièrement les vieilles forêts, voire le bocage et les pâtures. Ses colonies de reproduction se situent, au nord de son aire de répartition, dans les combles chaudes, les clochers mais aussi sous les ponts. Dans la partie méridionale, les colonies s'installent dans des grottes. Le domaine vital est en moyenne d'une centaine d'hectares pour un individu, le rayon moyen de dispersion est de 10 à 15 km. Les colonies de grands murins comptent jusqu'à 2 000 femelles. L'envol se fait quand la nuit est bien noire, le plus souvent au-delà d'une heure après le coucher du soleil. En été, les mâles sont généralement solitaires et dorment dans des gîtes distincts (combles, cavités d'arbre ou nichoirs). Les femelles donnent généralement naissance à un petit, après 50 à 70 jours de gestation (la durée de gestation dépend de la température ambiante et de la nourriture). Ses proies sont essentiellement des insectes terrestres (moins de 1 cm) : Carabidés, Bousiers et Acrididés , mais elle chasse parfois au vol ou en rase-mottes, se nourrissant de coléoptères, Lépidoptères, Tipullidés, Orthoptères, Araignées et Opilions. Pendant que les mères chassent, les petits restent dans leur colonie, comme chez les autres espèces de chauves-souris. Essentiellement cavernicole, elle hiberne dans les grottes, mines, carrières, souterrains, falaises, tunnels… L'hibernation a lieu de fin octobre à fin mars, en solitaire, en binôme ou agglomérés en grappes, parfois en mixité avec d'autres espèces. Pour la mise-bas, les femelles se regroupent en essaims, entre 30 et 1 000 individus, dans les charpentes chaudes des bâtiments. Plus au sud, elles peuvent rester en gîte souterrain. Les femelles donnent naissance à un jeune, de fin mai jusqu'à fin juin, qui sera sevré à neuf semaines. Elles sont très fidèles à leur colonie de naissance. La saison des accouplements a lieu de mi-août à début octobre, les mâles constituent des harems de quatre à sept femelles.
Considérée comme semi-sédentaire, elle peut effectuer de grands déplacements mais couvre habituellement seulement quelques dizaines de kilomètres entre ses gîtes d'été et d'hiver. L'espérance de vie se situe entre trois et cinq ans, mais le plus ancien individu européen portait une bague vieille de 25 ans.

### Mimétisme sonore
Pour se protéger des attaques de rapaces nocturnes, les grands murins simulent le bruit d'un vol de Frelon européen,.

## Reproduction
La maturité sexuelle est acquise à 2-3 ans. L'accouplement a lieu en automne-hiver, avec une fécondation différée, et une gestation de 60-70 jours. Chaque couple ne produit qu'un seul jeune par an, en juin.

## Alimentation
Cette espèce se nourrit principalement de lépidoptères nocturnes, de coléoptères (hannetons ou carabes) capturés en vol ou au sol.

## Migration
Cette espèce a été soumise par des scientifiques allemands, en laboratoire, à un  faux champ magnétique terrestre (modifié par des électroaimants, de telle sorte qu'il simulait un champ dévié de 90 degrés vers l'est) ; les grands murins concernés se sont alors dirigés vers l'Est . Ce qui est remarquable est que cet effet n'est observé qu'au moment du coucher du soleil. Il semble donc que la boussole magnétique de cette espèce soit en quelque sorte "calée" selon la position du soleil, ce qui laisse penser que la pollution lumineuse pourrait également affecter cette boussole (ce qui reste à démontrer).

## Longévité
Il peut vivre jusqu’à 20 ans. Son espérance de vie ne dépasse probablement pas 4-5 ans.

## Menaces et statut de protection
Comme toutes les chauves-souris, cette espèce est en régression sur la plupart de son aire naturelle de répartition.
C'est une espèce strictement protégée (en tout temps et tous lieux en France, en vertu de la loi sur la protection de la Nature de juillet 1976). Elle est inscrite à l'annexe II des Directives européennes (CE/92/43) pour la conservation des habitats naturels, et par la Convention de Bonn du 23 juin 1979 sur la conservation des chauves-souris en Europe.
Cette espèce est classée au niveau de préoccupation LC (Least Concern, « préoccupation mineure ») par l'UICN. En Wallonie (Belgique), l'espèce est jugée "vulnérable".

## A savoir!
Une colonie de Grands murins occupe un grand territoire car les animaux vont chasser des proies à plus de 10 km de leur colonie. Le Grand murin chasse principalement dans des régions boisées (avec sous-bois bien dégagé) et parfois dans des prairies fauchées où il peut plus facilement repérer et capturer des carabidés (sa nourriture principale). Ses quartiers d'hiver (grottes) et ses quartiers d'été se situent parfois à plus de 100 km de distance.